# بیت شورزمن
بیت شورزمن (انگلیسی: Beat Schwerzmann؛ زادهٔ ۲۸ آوریل ۱۹۶۶) قایقران روئینگ اهل سوئیس است.